# عبد الرزاق بوكاري
عبد الرزاق بوكاري (بالفرنسية: Razak Boukari)‏ (مواليد 25 أبريل 1987 في لومي - توغو) لاعب كرة قدم توغولي يلعب حاليا لصالح نادي الدرجة الأولى لنس الفرنسي منذ 2006 في مركز المهاجم.

## مسيرته الكروية
لعب عبد الرزاق بوكاري خلال مسيرته الاحترافية مع 5 أندية في سبعة عشر موسمًا وسجل خلالها 37 هدفًا ضمن 282 مباراة. ولم يفز بأي موسم بالكأس أو بالدوري.
خاض عبد الرزاق بوكاري مسيرته مع نادي شاتورو في موسم 2004–05 في المرة الأولى ولمدة موسمين ثم في موسم 2016–17 ليلعب معه أربعة مواسم، مشاركًا طوالها في 111 مباراة سجل خلالها 19 هدفًا. ثم انتقل إلى نادي لانس في موسم 2006–07 ليلعب معه خمسة مواسم، حيث شارك في 119 مباراة سجل خلالها 11 هدفًا. لينتقل بعدها إلى نادي ستاد رين في موسم 2010–11 ولمدة موسمين، مشاركًا في 38 مباراة سجل خلالها 7 أهداف. ثم انتقل إلى نادي وولفرهامبتون واندررز في موسم 2012–13 في المرة الأولى لمدة موسم واحد ثم في موسم 2014–15 ولمدة موسمين، مشاركًا طوالها في 4 مباريات ولم يسجل أي هدف. هذا وانتقل لاحقًا إلى نادي سوشو في موسم 2013–14 لمدة موسم واحد، مشاركًا في 10 مباريات ولم يسجل أي هدف أيضًا.

## روابط خارجية
- عبد الرزاق بوكاري على موقع رابطة كرة القدم الفرنسية للمحترفين (الإنجليزية)
- عبد الرزاق بوكاري على موقع قاعدة بيانات كرة القدم.إي يو (الإنجليزية)
- عبد الرزاق بوكاري على موقع ليكيب (الفرنسية)
- عبد الرزاق بوكاري على موقع ناشيونال فوتبول تيمز (الإنجليزية)
- عبد الرزاق بوكاري على موقع Soccerbase.com (لاعب) (الإنجليزية)
- عبد الرزاق بوكاري على موقع Soccerway.com (الإنجليزية)
- عبد الرزاق بوكاري على موقع كووورة
- عبد الرزاق بوكاري على موقع AS.com (الإسبانية)